# San Antonio Solís
San Antonio Solís är en ort i kommunen Temascalcingo i delstaten Mexiko i Mexiko. Samhället hade 1 413 invånare vid folkräkningen 2020.